# Miquel Iceta
Miquel Octavi Iceta i Llorens (Barcelona, 17 de agosto de 1960) es un político español, embajador delegado permanente de España en la Unesco desde diciembre de 2023. Asimismo, es presidente del Partido de los Socialistas de Cataluña desde 2021 y  secretario de Memoria Democrática y Laicidad del PSOE desde 2022.
Con anterioridad, ha sido ministro de Cultura y Deporte de 2021 a 2023 y brevemente ministro de Política Territorial y Función Pública entre enero y julio de 2021. Igualmente, en el ámbito de su partido político ha sido primer secretario del mismo entre 2014 y 2021.

## Biografía

### Primeros años y estudios
Nacido el 17 de agosto de 1960 en Barcelona, inició las carreras de Ciencias Químicas y de Ciencias Económicas en la Universidad Autónoma de Barcelona (UAB), pero abandonó sus estudios y se centró en la política. Afiliado al Partido Socialista Popular de Cataluña en septiembre de 1977, un año más tarde, en 1978, se afilió a la Juventud Socialista de Cataluña y al Partido de los Socialistas de Cataluña (PSC).
Iceta es sobrino de Luis Iceta Zubiaur, jugador del Athletic Club entre 1910 y 1916 y coentrenador de la Selección española en 1951.

### Inicios en política
Elegido en las elecciones municipales de 1987, desempeñó el cargo de concejal del Ayuntamiento de Cornellá de Llobregat entre 1987 y 1991. Político de confianza de Narcís Serra, este último, vicepresidente del Gobierno, lo nombró director del Departamento de Análisis del Gabinete de la Presidencia del Gobierno, responsabilidad que ejerció desde 1991 hasta 1995, año en el que pasó a ejercer de subdirector del gabinete.
Incluido como candidato en el número 7 de la lista del Partido de los Socialistas de Cataluña (PSC-PSOE) al Congreso de los Diputados por Barcelona de cara a las elecciones generales de 1996, resultó elegido diputado para la vi legislatura. Miquel Iceta declaró públicamente su homosexualidad en octubre de 1999, durante la campaña para las elecciones al Parlamento de Cataluña de 1999; fue entonces considerado el primer político español en hacerlo. Elegido diputado autonómico en los comicios de octubre de 1999, su renuncia al escaño en el Congreso de los Diputados se hizo efectiva el 2 de noviembre de 1999.

### Primer secretario del PSC
En julio de 2008 pasó a formar parte de la Comisión Ejecutiva Federal del PSOE y de la ponencia para la reforma del actual Estatuto de autonomía de Cataluña. En julio de 2014 fue elegido, mediante elecciones primarias y sin rivales, nuevo secretario general del PSC con el 85 % de los votos, en sustitución de Pere Navarro.
El 30 de junio de 2015 fue elegido candidato del PSC a la presidencia de la Generalidad de Cataluña para las elecciones autonómicas del 27-S, en las que su partido obtuvo 16 escaños.
En 2016 resultó reelegido líder del PSC, imponiéndose en las primarias a Núria Parlón. Repitió como aspirante del PSC a la presidencia de la Generalidad de Cataluña en el contexto de las elecciones autonómicas de 2017.
Propuesto por el Grupo Parlamentario PSC-Units en el Parlamento de Cataluña como senador de designación autonómica en mayo de 2019; el pleno del parlamento regional, en una situación inédita —pues atendiendo a los principios de representación proporcional recogidos en los reglamentos de la cámara, los candidatos propuestos por los grupos parlamentarios habían sido hasta entonces consuetudinariamente ratificados por el pleno— bloqueó la designación como senador de Iceta. Este había sido anunciado públicamente con anterioridad como candidato potencial a presidir el Senado, algo que causó rechazo entre la mayoría independentista en el Parlamento catalán la cual forzó una votación secreta del pleno el 16 de mayo de 2019, que resultó en 25 votos a favor, 65 en contra y 39 abstenciones. Iceta anunció sus intenciones de pedir amparo ante el Tribunal Constitucional para preservar los derechos de su grupo parlamentario.

### Gobierno de España

#### Ministro de Política Territorial y Función Pública
El 30 de diciembre de 2020, Miquel Iceta renunció a ser candidato de nuevo a la Presidencia de la Generalidad en las elecciones al Parlamento de Cataluña del 14 de febrero de 2021 y apoyó la candidatura del entonces ministro de Sanidad, Salvador Illa, como nuevo candidato.
El 27 de enero de 2021 fue nombrado ministro de Política Territorial y Función Pública, en sustitución de Carolina Darias, que fue nombrada a su vez ministra de Sanidad tras la salida de Salvador Illa del Gobierno.
Compareció en la Comisión del ramo del Congreso de los Diputados por primera vez el 18 de marzo de 2021. En esa sesión, el ministro manifestó su «voluntad de acuerdo» con el resto de formaciones políticas y alabó la «importancia de los servidores públicos» en tiempos de crisis, así como ensalzó la importancia de «lo público» para dar respuesta a éstos. También, en la línea con las guías políticas del PSC, defendió la «cooperación entre administraciones» y las «técnicas federales», a pesar de que España no es un Estado federal. Por último, defendió el federalismo y declaró que su objetivo era conseguir una «España fuerte en su unidad y orgullosa de su diversidad», y que lo haría reforzando todos los órganos de su Ministerio orientados a la cooperación entre administraciones.
En julio de 2021, el presidente del Gobierno anunció una remodelación del Gobierno que supuso el cese de Iceta como ministro de Política Territorial y Función Pública. Durante su breve periodo al frente del Departamento, Iceta impulsó un acuerdo con los sindicatos del sector público para reducir la temporalidad en las administraciones públicas. Dicho acuerdo se concretó en el Real decreto-ley 14/2021 que estableció, con excepciones, un límite de tres años para ocupar un cargo público de forma interina; se estableció un procedimiento de «estabilización» consistente en reservar plazas para que el personal interino pueda entrar a formar parte del cuerpo de funcionarios y una indemnización para el personal interino que dejase de trabajar para la Administración.

#### Ministro de Cultura y Deporte
A la par que el presidente del Gobierno anunció el cese de Iceta como ministro de Política Territorial y Función Pública, comunicó que este sustituiría a José Manuel Rodríguez Uribes al frente del Ministerio de Cultura y Deporte. Fue nombrado y prometió su cargo ante el rey Felipe VI el 12 de julio de 2021.
Uno de sus primeros actos como ministro de Cultura y Deporte fue la asistencia a los Juegos Olímpicos y Paralímpicos de Tokio 2020 para apoyar al equipo olímpico y paralímpico español. En estos segundos, fue el encargado de entregar los metales a los medallistas de la prueba de maratón de silla de ruedas, categoría T54.
Durante su mandato, se concluyeron los trabajos iniciados con el ministro Uribes en relación con la nueva ley antidopaje y, en diciembre de 2021, las Cortes Generales aprobaron la Ley Orgánica 11/2021, de 28 de diciembre, de lucha contra el dopaje en el deporte. Esto permitió que, a principios de 2022, la Agencia Mundial Antidopaje declarara a España "en cumplimiento con el Código Mundial Antidopaje" de 2021, excluyendo a España de la lista de vigilancia. Asimismo, en 2023 impulsó la creación del Centro Nacional de Fotografía, que tiene prevista su apertura para el año 2026.
Iceta cesó como ministro el 21 de noviembre de 2023, tras la toma de posesión del tercer Gobierno de Pedro Sánchez.

### Embajador de España ante la UNESCO
El 4 de diciembre de 2023 se hizo público que sería designado como embajador de España ante la Unesco.Su nombramiento generó malestar entre diversos diplomáticos, que lamentaron la falta de trayectoria internacional de Iceta Llorens para ostentar este puesto que requiere un perfil técnico y adviertiron del impacto negativo que para la imagen de España tiene el hecho de que políticos sin experiencia copen este tipo de destinos.

## Cargos desempeñados
- Concejal del Ayuntamiento de Cornellá de Llobregat (1987-1991)
- Subdirector del Gabinete de la Presidencia del Gobierno (1995-1996)
- Diputado por la provincia de Barcelona en el Congreso de los Diputados (1996-1999)
- Diputado por la provincia de Barcelona en el Parlamento de Cataluña (Desde 1999)
- Portavoz del Grupo Socialista en el Parlamento de Cataluña (2003-2012)
- Viceprimer secretario del PSC (2004-2011)
- Secretario primero del Parlamento de Cataluña (2012-2014)
- Secretario general del PSC (2014-2021)
- Presidente del Grupo Parlamentario Socialista en el Parlamento de Cataluña (2014-2020)
- Ministro de Política Territorial y Función Pública (2021)
- Ministro de Cultura y Deporte (2021-2023)
- Presidente del PSC (2021-actualidad)
- Embajador delegado permanente de España en la Unesco (2023-)